# كيني وارتون
كيني وارتون (بالإنجليزية: Kenny Wharton)‏ (28 نوفمبر 1960 في المملكة المتحدة - ) هو لاعب كرة قدم بريطاني في مركز الدفاع. لعب مع برادفورد سيتي ونادي كارلايل يونايتد ونيوكاسل يونايتد وبيرويك راينجرز.

## وصلات خارجية
- كيني وارتون على موقع قاعدة بيانات كرة القدم.إي يو (الإنجليزية)
- كيني وارتون على موقع عالم كرة القدم.نت (الإنجليزية)